# Zimbabwe i olympiska sommarspelen 2016
Zimbabwe deltog med 31 deltagare vid de olympiska sommarspelen 2016 i Rio de Janeiro. Ingen av landets deltagare erövrade någon medalj.

## Bågskytte
| Bågskytt         | Gren                           | Rankningsomgång | Rankningsomgång | Omgång 1            | Omgång 2          | Omgång 3          | Kvartsfinal       | Semifinal         | Final / BM        | Final / BM       |                  |
| Bågskytt         | Gren                           | Poäng           | Seed            | Motståndare Poäng   | Motståndare Poäng | Motståndare Poäng | Motståndare Poäng | Motståndare Poäng | Motståndare Poäng | Placering        |                  |
| ---------------- | ------------------------------ | --------------- | --------------- | ------------------- | ----------------- | ----------------- | ----------------- | ----------------- | ----------------- | ---------------- | ---------------- |
| Gavin Sutherland | Herrarnas individuella tävling | 566             | 64              | Kim W-j (KOR) L 0–6 | Gick inte vidare  | Gick inte vidare  | Gick inte vidare  | Gick inte vidare  | Gick inte vidare  | Gick inte vidare | Gick inte vidare |

## Friidrott
Förkortningar
- Notera– Placeringar avser endast det specifika heatet.
- Q = Tog sig vidare till nästa omgång
- q = Tog sig vidare till nästa omgång som den snabbaste förloraren eller, i fältgrenarna, genom placering utan att nå kvalgränsen
- NR = Nationellt rekord
- N/A = Omgången fanns inte i grenen
- Bye = Idrottaren behövde inte tävla i omgången

Bana och väg
| Idrottare         | Gren                | Heat     | Heat      | Kvartsfinal | Kvartsfinal | Semifinal        | Semifinal        | Final            | Final            |
| Idrottare         | Gren                | Resultat | Placering | Resultat    | Placering   | Resultat         | Placering        | Resultat         | Placering        |
| ----------------- | ------------------- | -------- | --------- | ----------- | ----------- | ---------------- | ---------------- | ---------------- | ---------------- |
| Gabriel Mvumvure  | Herrarnas 100 meter | Bye      | Bye       | 10,28       | 7           | Gick inte vidare | Gick inte vidare | Gick inte vidare | Gick inte vidare |
| Tatenda Tsumba    | Herrarnas 200 meter | 21,04    | 6         | i.u.        | i.u.        | Gick inte vidare | Gick inte vidare | Gick inte vidare | Gick inte vidare |
| Wirimai Juwawo    | Herrarnas maraton   | i.u.     | i.u.      | i.u.        | i.u.        | i.u.             | i.u.             | DNF              | DNF              |
| Pardon Ndhlovu    | Herrarnas maraton   | i.u.     | i.u.      | i.u.        | i.u.        | i.u.             | i.u.             | 2:17:48          | 41               |
| Cuthbert Nyasango | Herrarnas maraton   | i.u.     | i.u.      | i.u.        | i.u.        | i.u.             | i.u.             | 2:18:58          | 58               |
| Rutendo Nyahora   | Damernas maraton    | i.u.     | i.u.      | i.u.        | i.u.        | i.u.             | i.u.             | 2:47:32          | 92               |

## Ridsport

### Fälttävlan
| Ryttare        | Häst     | Gren         | Dressyr | Dressyr   | Terräng | Terräng | Terräng   | Hoppning | Hoppning | Hoppning  | Hoppning         | Hoppning         | Hoppning         | Totalt | Totalt    |
| Ryttare        | Häst     | Gren         | Dressyr | Dressyr   | Terräng | Terräng | Terräng   | Kval     | Kval     | Kval      | Finalt           | Finalt           | Finalt           | Totalt | Totalt    |
| Ryttare        | Häst     | Gren         | Straff  | Placering | Straff  | Totalt  | Placering | Straff   | Totalt   | Placering | Straff           | Totalt           | Placering        | Straff | Placering |
| -------------- | -------- | ------------ | ------- | --------- | ------- | ------- | --------- | -------- | -------- | --------- | ---------------- | ---------------- | ---------------- | ------ | --------- |
| Camilla Kruger | Biarritz | Individuellt | 59,40   | 61        | 40,40   | 99,80   | 32        | 12,00    | 111,80   | 35        | Gick inte vidare | Gick inte vidare | Gick inte vidare | 111,80 | 35        |

## Rodd
| Roddare             | Gren                    | Heat    | Heat      | Återkval | Återkval  | Kvartsfinal | Kvartsfinal | Semifinal | Semifinal | Final   | Final     |
| Roddare             | Gren                    | Tid     | Placering | Tid      | Placering | Tid         | Placering   | Tid       | Placering | Tid     | Placering |
| ------------------- | ----------------------- | ------- | --------- | -------- | --------- | ----------- | ----------- | --------- | --------- | ------- | --------- |
| Andrew Peebles      | Herrarnas singelsculler | 7:25,39 | 5 R       | 7:17,19  | 3 SE/F    | Bye         | Bye         | 7:45,20   | 1 FE      | 7:43,98 | 25        |
| Micheen Thornycroft | Damernas singelsculler  | 8:18,88 | 2 QF      | Bye      | Bye       | 7:34,38     | 2 SA/B      | 8:00,53   | 5 FB      | 7:30,57 | 11        |

## Simning
| Idrottare       | Gren                   | Heat    | Heat      | Semifinal        | Semifinal        | Final            | Final            |
| Idrottare       | Gren                   | Tid     | Placering | Tid              | Placering        | Tid              | Placering        |
| --------------- | ---------------------- | ------- | --------- | ---------------- | ---------------- | ---------------- | ---------------- |
| Sean Gunn       | Herrarnas 100 m frisim | 50,87   | 48        | Gick inte vidare | Gick inte vidare | Gick inte vidare | Gick inte vidare |
| Kirsty Coventry | Damernas 100 m ryggsim | 1.00,13 | 11 Q      | 1.00,26          | 11               | Gick inte vidare | Gick inte vidare |
| Kirsty Coventry | Damernas 200 m ryggsim | 2.08,91 | 9 Q       | 2.08,83          | 6 Q              | 2.08,80          | 6                |